# Fonogram díj az év hazai gyermekalbumáért
A Fonogram díj az év hazai gyermekalbumáért díjat 2005-ben adták át először, mint egy új kategória és ez év után minden egyes évben átadásra került a díj.

## Díjazottak és jelöltek
| Év   | Előadó(k)                      | Jelölt produkció                   | Kiadó                           | Jelöltek | For.        |
| ---- | ------------------------------ | ---------------------------------- | ------------------------------- | --- | ----------- |
| 2005 | Halász Judit                   | Minden felnőtt volt egyszer gyerek | EMI                             | - Mese - Nagy Mesealbum II (EMI) - Hupikék Törpikék - A törpikék meg a sztárok 12. (EMI) - Bojtorján - Négyszögletű Kerek Erdő (Klub Publishing) - Óvodások Aranyalbuma - Bújj-bújj zöld ág (Fortuna Records) - Széltolók - Józsi bácsi tanyáján (CLS Records)                                                                                 |             |
| 2006 | Szabó Gyula                    | A nagy mesemondó                   | Fortuna Records / Zenekar Kiadó | - Ghymes – Csak a világ végire... (Rock Hard) - Halász Judit – Hívd a nagymamát (EMI) - Pinokkió – Az én albumom (EMI) - Varró-Presser – Túl a maszat-hegyen (Sony BMG) |             |
| 2007 | Szalóki Ági                    | Cipity Lőrinc                      | Folkeurópa                      | - Füles Mackó - Füles Mackó énekel (Sony BMG) - Mese - A nagy Micimackó album (Fortuna Records/EMI) - Minisztár - Minidiszkó (Sony BMG) - Szabó Gyula - A nagy mesemondó 2. (Fortuna Records/Zenekar) - Zene-ovi - Zene-ovi (Ezt énekeljük az oviban) (Sony BMG                                                                                |             |
| 2008 | Kaszás Attila                  | Kit ringat a bölcső, Janikát...    | mTon                            | - Bújj-Bújj Zöld Ág (együttes) - Óvodások aranyalbuma 2. (Zenekar) - Halász Judit - Szeresd a testvéred (EMI) - Kaláka - Madáretető (Gryllus) - Kócos Kis Ördögök - Családi retrobuli (Zenekar) - Péter Szabó Szilvia - Mesék, mondák, mondókák (Universal Music)                                                                              |             |
| 2009 | Csilla                         | Valami mindig szép                 | Magneoton                       | - Alma & Bródy - Játsszunk együtt! (Universal Music) - Csicsi - Pimpinkin (EMI) - Eszenyi Enikő - Hamupipőke és más Grimm mesék (Sony BMG) - Gryllus & Szalóki - Sárkány apó (Gryllus) - Gyerekkarácsony (Fortuna Records/Magneoton) |             |
| 2010 | Szalóki Ági                    | Gingalló                           | Folkeurópa                      | - Alma Együttes - Mars a buliba! (Alma együttes) - Halász Judit - Csiribiri (EMI) - Horgas Eszter - Karácsony angyala (Sony Music) - Kiskalász Zenekar/Bartos Erika - Zsákbamacska (Alexandra Records) | [ 1 ]       |
| 2011 | Boribon                        | Boribon Muzsikál                   | Universal Music                 | - Alma–Bartos Erika – Balaton (Universal Music) - Kiskalász Zenekar – Bartos Erika – Százlábú (Alexandra Records) - Magyarország kedvenc gyerekdalai (Universal Music) - Misztrál – Álomkófic (Gryllus) - Zeneovi – Népdalok kicsiknek (Sony Music)                                                                                            | [ 2 ]       |
| 2012 | Halász Judit                   | Apa figyelj rám                    | Universal Music                 | - Buborék – Zenébe zárt világ (EMI) - Farkasházi Réka – Hajnali csillag peremén (Magneoton) - Kardos-Horváth János - Földlakó(EMI Music Services) - Napvirág – Nevet a Föld (Alexandra Records) | [ 3 ]       |
| 2013 | Kovácsovics Fruzsina           | Elfeledett mézescsók               | Kovácsovics Art Kft.            | - Bizek Emi - Álomszép 4. (EMI Zenei Kft.) - Bogármuzsika - Bogármuzsika (NarRator Records) - Korpás Éva-Malek Andrea - Az ördögfióka és a tündér (Gryllus) - Palya Bea - Altatók-Dalok, versek Álomország kapujában és azon túl (Kolibri Gyerekkönyvkiadó)                                                                                    | [ 4 ]       |
| 2014 | Bíró Eszter                    | Állati Zenés ABC                   | Miss Biro Publishing            | - Eszter-lánc mesezenekar - Egyszervolt, holnemvolt (Gryllus Kft.) - MákosGubás és CzutorBorsók - MákosGubás és a CzutorBorsók (Music Fashion Kft.) - Sárik Péter Trio - A világ összes kincse (Innovative Artist Management) - Szinetár Dóra - Árnyacska, szörnyecske (Universal Music)                                                       | [ 5 ]       |
| 2015 | Halász Judit                   | Kezdődhet a mulatság               | Universal Music                 | - Alma Együttes - "Kicsik és durvák (Ganxsta tribute)" (1G Records) - Apacuka Zenekar - Hangfalatok (Pálfi Krisztina) - Kaláka - Ragyog a mindenség (Gryllus Kiadó) - Szalóki Ági - Körforgás (Tom-Tom Records) | [ 6 ]       |
| 2016 | Gubás Gabi                     | Bergengóciából jöttünk             | Music Fashion                   | - Bíró Eszter - Állati zenés ABC 2. (Alexandra) - Bizek Emi - Álomszép 5. (Universal Music) - Bolba Éva és a JAZZterlánc - Gyerek a világ (szerzői kiadás) - Buborék Együttes - Buborék party (szerzői kiadás) | [ 7 ] [ 8 ] |
| 2017 | Farkasházi Réka és a Tintanyúl | Bumm, Bumm, Bumm                   | Tom-Tom Records                 | - Czutorborsók - Kresz Géza utazásai (Music Fashion) - Eszter-lánc mesezenekar - Kétszervolt, holnemvolt (Gryllus) - Palya Bea - Nappali dalok (Libri Könyvkiadó Kft.) - Varga Feri & Balássy Betty - Tudni jó (szerzői kiadás) |             |
| 2018 | Farkasházi Réka és a Tintanyúl | Igazi karácsony                    | Kolibri Kiadó                   | - Buborék együttes - Locsolkodó (Szerzői kiadás) - Hangszersimogató - Varázslások (Egység Média) - Szegedi Szimfonikus Zenekar - Ludas Matyi (BonBon matiné) - Új Bojtorján (Pomázi Zoltán) - Gyerekkorom legszebb nyara (Szerzői kiadás) |             |
| 2019 | Rutkai Bori Banda              | Űrdöngölők                         | Kolibri Kiadó                   | - Alföldi Róbert - Micimackó - hangoskönyv (Móra Könyvkiadó és Hungaroton közös kiadása) - Belvárosi Betyárok - A Tündértó partján (Gryllus Kft.) - Kicsi Gesztenye Klub - A kaland folytatódik (Seven Entertainment Kft) - Major Eszter és barátai - Napraforgók (Magneoton)                                                                  |             |
| 2020 | Veronaki                       | Mosó Masa mosodája                 | Universal Music Hungary         | - Bíró Eszter - Időradír (Móra / Miss Biro Publishing) - Czutorborsók - Kresz Géza tovább merészkedik (Music Fashion) - Farkasházi Réka és a Tintanyúl - Életmesék (Helikon Kiadó) - Kaláka - Volt egy fakatona (Gryllus) - Kovácsovics Fruzsina - Lélegzik a Föld (szerzői kiadás)                                                            |             |
| 2021 | Kovácsovics Fruzsina           | Írország és Olvasváros             | szerzői kiadás                  | - Farkasházi Réka és a Tintanyúl - Az elfogadás dala (Kék szív) (szerzői kiadás) - Rutkai Bori Banda - Zsebtenger (Universal Music) - Rúzsa Magdolna feat. Kautzky Armand, Majer Jázmin, Torres Dani, Nagy Edmond, Novakov Marina, Polyák Lilla, Bereczki Zoltán, Ács Eszter - Angyalkert (Plagiguel) - Wolf Kati - Gyerekszáj (Gryllus Kiadó) |             |
| 2022 | Rutkai Bori Banda              | Mandulka és a Karácsonyvár         | Universal Music Hungary         | - Belvárosi Betyárok - Öt perc múlva hat perc (Gryllus Kiadó) - Halász Judit - A vitéz, a kalóz meg a nagymama (Universal Music Hungary) - Kiskalász zenekar - Nyuszimotor (Zobodi Bt.) - Soharóza - Jónás Vera Experiment - A nyolcas sáv (Launching Gagarin Records and Management)                                                          |             |
| 2023 | Hot Jazz Band                  | Egy kis malac                      | CORNET Kultúrális Bt.           | - Alföldi Róbert - Móricz Zsigmond: Légy jó mindhalálig (Fotexnet Kft. - Hungaroton) - Bognár Szilvia - Titoktok (Fonó) - Farkasházi Réka és a Tintanyúl - Társasjáték Családi album (Tom-Tom Records) - Mácsai Pál - Karinthy Frigyes: Tanár úr kérem (Fotexnet Kft. - Hungaroton) - Veronaki - Tündérforgó (Magneoton)                       |             |
| 2024 |                                |                                    |                                 | - Apacuka Zenekar - Háziállatságok / Kicsi Kocsi / Rongyláb (Pálfi Kriszta) - Korpás Évi - Piripotty (Fonó) - Major Eszter és barátai - Holdraforgók / Tócsa / Varázsköpeny (Napraforgó Könyvkiadó/Magneoton / Napraforgó Könyvkiadó) - Paár Julcsi - Rókatánc (Fonó) - Veronaki - Vadállatok (Magneoton)                                      |             |